# Giacomo Fantoni (ciclista)
Giacomo Fantoni (Zevio, 18 marzo 1991) è un ciclista di BMX italiano. Ha rappresentato l'Italia ai Giochi olimpici estivi di Tokyo 2020 nella BMX.